# Теодор фон Гроттгусс
Теодо́р фон Гро́ттгусс (нім. Theodor von Grotthuß; 20 січня 1785 — 26 березня 1822) — німецький фізик і хімік. Представник шляхетного німецького роду Гроттгуссів. Народився у Лейпцигу, Саксонія. Сформулював першу теорію електролізу (1805) і закон (1818, закон Гротгуса-Дрейпера), згідно з яким фотохімічні реакції можуть бути викликані тільки тією частиною падаючого світла, яка поглинається реагуючою системою.

## Імена
- Крістіан-Йоганн-Дітріх фон Гроттгусс (нім. Christian Johann Dietrich von Grotthuß) — повне німецьке ім'я[5].
- Теодо́р фон Гро́ттгусс (нім. Theodor von Grotthuß) — коротке німецьке ім'я з 1804 року[5].
- Теодо́р Гро́тгус (рос. Теордор Гротгус) — у російських джерелах.

## Біографія
Народився 20 січня 1785, Лейпциг, з 1803 року слухав лекції в університетах Лейпцига, Парижа, Неаполя. Протягом двох років побував у Римі та інших італійських містах. Потім побував в Парижі, і звідти поїхав в Росію, проїхавши Мюнхен і Відень. Починаючи з 1808 року він жив з батьками в багатому домі, в північній Литві, де він займався дослідженням електрики і світла. Християн Гроттгусс застрелився в приступі меланхолії навесні 1822 року на 37 році свого життя. 

## Наукова діяльність
Його численні фізичні та хімічні роботи (про коркову, яблучну і бензойну кислоти, дії сірчистого газу, хіміко-гальванічні спостереження, про з'єднання фосфору з металами та їх оксидами мокрим шляхом, оптичні досліди з призмою, таблиця хімічних еквівалентів тощо) друкувалися в «Gehler's Journ.», «Schweigger's Journ.», «Gilbert's Annalen». 
Гучну популярність його імені доставила теорія, висловлена ним в «sur la Mémoire décomposition de l'eau et des corps qu'elle tient en dissolution à à aide de l l'électricité galvanique» (Рим, 1805), a також у його «Phys.-Chem. Untersuchungen» (Нюренб., 1820).

## Праці
- Grotthuss, C. J. T. Mémoire sur la décomposition de l’eau et des corps qu’elle tient en dissolution à l‘aide de l‘électricité galvanique // Ann. Chim. Phys. 1806. V. 58. P. 54-74.
- Grotthuss, C. J. T. Memoire upon the decomposition of water, and of the bodies which it holds in solution by means of galvanic current // Tillochs Philos. Mag. 1806. V. 25. P. 330-339.
- Grotthuss, C. J. T. Über die chemische Wirksamkeit des Lichtes und der Elektricität // Jahres Verhandlungen der Kurländischen Gesellschaft für Literatur und Kunst. 1819. V. 1. P. 119-184.
- Grotthuss, C. J. T. Physisch-chemische Forschungen // Erster Band Nürnberg: Schrag. 1820.
- Grotthuss, C. J. T. Abhandlungen über Elektrizität und Licht // Ostwald’s Klassiker der exakten Wissenschaften. 1906. № 152.

### Довідники
- Lommel, Eugen von. Grotthuß, Theodor Freiherr von // Allgemeine Deutsche Biographie. Leipzig, 1879, Band 9, S. 767.
- Ronge, Grete. Grotthuß, Theodor Freiherr von. // Neue Deutsche Biographie. Berlin, 1966, Band 7, S. 171 f.
- Grotthuß, Christian Johann Dietrich (seit ca. 1804 Theodor) // Deutschbaltisches biographisches Lexikon 1710–1960. Köln-Wien, 1970, S. 268.
- Гротгус, Христиан-Иоганн-Дитрих // Энциклопедический словарь Брокгауза и Ефрона : в 86 т. (82 т. и 4 доп. т.). — СПб., 1890—1907. (рос. дореф.)